# Großsteingräber bei Dummertevitz
Die Großsteingräber bei Dummertevitz waren ursprünglich wohl elf megalithische Grabanlagen der jungsteinzeitlichen Trichterbecherkultur in der Umgebung von Dummertevitz, einem Ortsteil der Gemeinde Lancken-Granitz im Landkreis Vorpommern-Rügen (Mecklenburg-Vorpommern). Von diesen existieren heute nur noch zwei. Bei allen Gräbern handelte es sich um Großdolmen. Das am besten erhaltene Grab trägt die Sprockhoff-Nr. 500 und ist auch unter den Bezeichnungen Großsteingrab Gobbin, Ziegensteine, Zägensteen, Siegsteine oder Blutsteine bekannt. 1969 wurde diese Anlage unter Leitung von Ewald Schuldt ausgegraben.

## Forschungsgeschichte
Auf den detaillierten Matrikelkarten der Gegend um Dummertevitz, die zwischen 1692 und 1709 im Zuge der schwedischen Landesaufnahme von Vorpommern angefertigt wurden, sind die Großsteingräber noch nicht explizit als solche verzeichnet, die Standorte einiger Gräber sind aber als kleine Baum- und Strauchinseln auf den Feldern eingetragen.
Eine erste wissenschaftliche Beschreibung der Gräber unternahm Friedrich von Hagenow in den 1820er Jahren. Er stellte in Dummertevitz noch eine größere Anzahl an Großsteingräbern fest und verzeichnete ihre Lage auf seiner 1829 erschienenen Special Charte der Insel Rügen. Von Hagenows handschriftliche Notizen, die den Gesamtbestand der Großsteingräber auf Rügen und in Neuvorpommern erfassen sollten, wurden 1904 von Rudolf Baier veröffentlicht. Die Anlagen bei Dummertevitz wurden dabei nur listenartig aufgenommen. Merkwürdigerweise machen beide Werke unterschiedliche Angaben zur genauen Anzahl der Gräber bei Dummertevitz. Während die Karte für Dummertevitz elf Großsteingrab-Signaturen aufweist, sind in der Liste nur sieben Anlagen vermerkt.
Eine erste ausführliche Dokumentation führte Ernst Sprockhoff durch, der die „Ziegensteine“ 1931 vermaß und in seinem Atlas der Megalithgräber Deutschlands veröffentlichte. Dieses Grab war von Oktober bis November 1969 Gegenstand von Ausgrabungen unter der Leitung von Ewald Schuldt.

## Lage

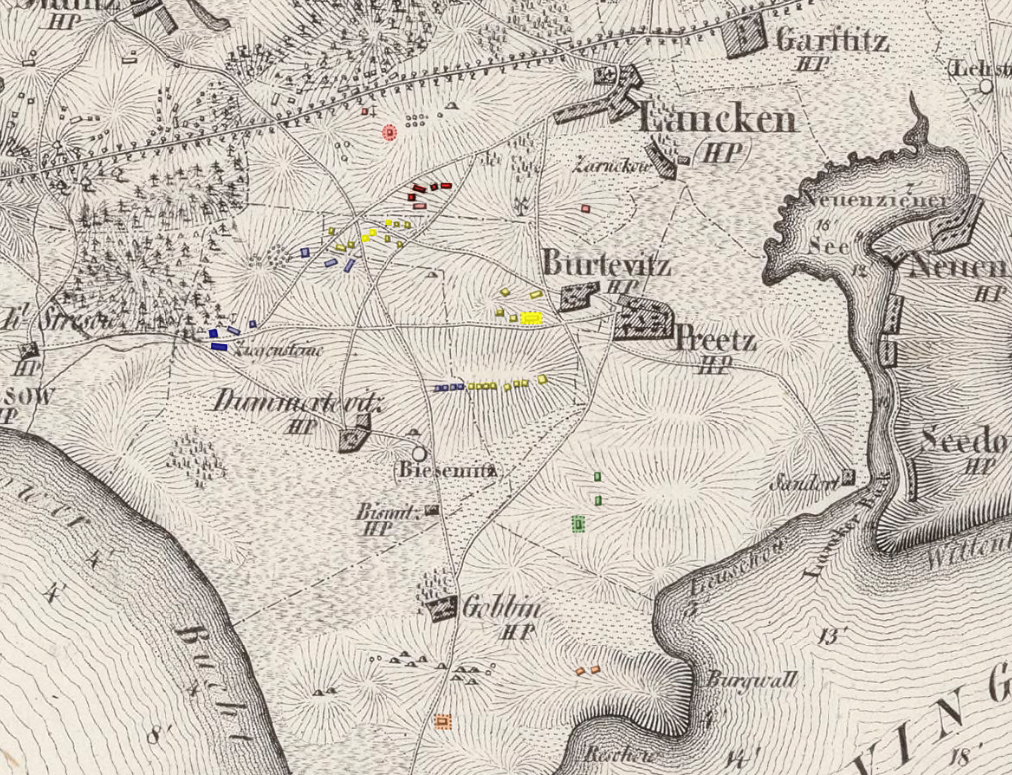
Lage der Großsteingräber bei Lancken-Granitz, Burtevitz, Dummertevitz, Preetz und Gobbin nach Friedrich von Hagenows Special Charte der Insel Rügen. Die erhaltenen Gräber bei Dummertevitz sind in Dunkelblau, die zerstörten in Hellblau hervorgehoben.

Die beiden erhaltenen Anlagen liegen am Küstenweg zwischen Lancken-Granitz und Groß Stresow. Grab 1 liegt unmittelbar südlich des Wegs am Südrand des Waldgebiets Stresower Tannen. Grab 2 liegt etwa 100 m südöstlich hiervon auf einem Feld.
Unmittelbar östlich von Grab 1 lagen zwei weitere, heute zerstörte Gräber. Etwa 700–800 m nordöstlich von Grab 1 lag eine Gruppe von drei weiteren zerstörten Gräbern, die auf einer etwa ostsüdost-westnordwestlich verlaufenden Linie lagen. Etwa 1 km ostsüdöstlich von Grab 1 befand sich eine weitere Gräberguppe. Hier lagen auf einer ost-westlich verlaufenden Linie insgesamt zwölf Gräber, von denen die westlichen vier zur Feldmark Dummertevitz und die restlichen zur Feldmark Burtevitz gehörten.
In der näheren Umgebung befinden sich zahlreiche weitere Großsteingräber: rund 1 km nordöstlich der „Ziegensteine“ liegen drei der vier erhaltenen Großsteingräber bei Burtevitz und die vier Großsteingräber bei Lancken-Granitz. Diese und weitere, heute zerstörte Gräber schlossen sich ursprünglich direkt nordöstlich an die zerstörte nördliche Gräbergruppe von Dummertevit an. 1,5 km östlich der „Ziegensteine“ liegt das vierte Großsteingrab bei Burtevitz und 2,5 km westlich liegen die Großsteingräber bei Nadelitz.

## Beschreibung

### Grab 1 („Ziegensteine“)

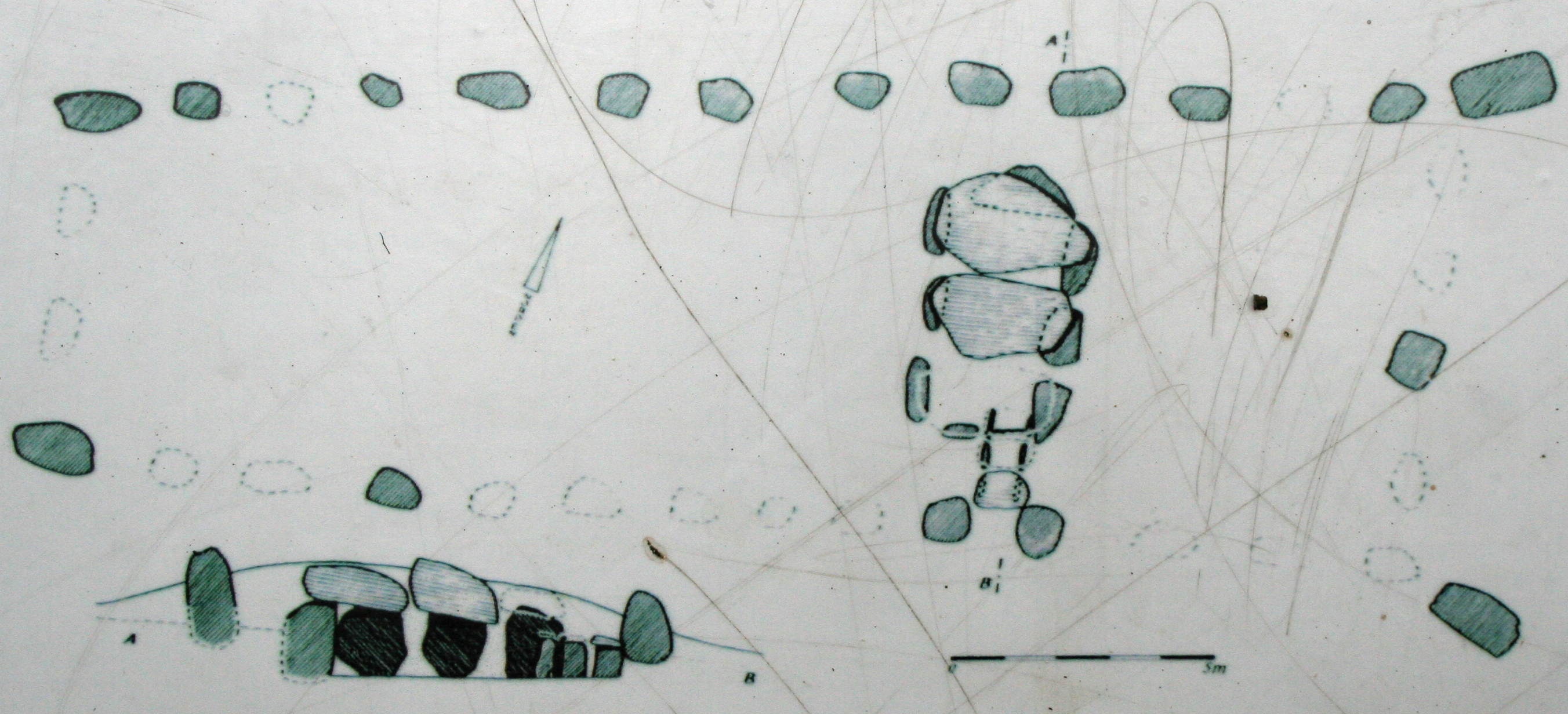
Grundriss und Längsschnitt

Die Megalithanlage mit in Ost-West-Richtung orientiertem trapezoidem Hünenbett mit quer liegender Kammer hat eine Länge von etwa 30 m. Vom Hünenbett fehlen zahlreiche Steine. Die Nordseite ist noch relativ gut erkennbar, der Verlauf der Südseite ist anhand einzelner Steine noch rekonstruierbar. Auffallend sind die großen Wächtersteine am östlichen Ende des Hünenbetts. Bei der Aufnahme durch Sprockhoff 1931 war keine Kammer erkennbar und die komplette Anlage unter Gebüsch verborgen. Durch die Ausgrabung von Ewald Schuldt ist die Kammer, des Großdolmens 1969 freigelegt worden. Vorhanden sind je drei Tragsteine der östlichen und westlichen Längsseite und der nördliche Schlussstein. Das Südende der Kammer, wo sich der Windfangzugang befand, ist etwas gestört. Zwei Decksteine der Kammer liegen auf, ein dritter fehlt. Die Anlage scheint ursprünglich im Rundhügel gelegen zu haben, der später von dem Hünenbett überbaut wurde.

### Grab 2

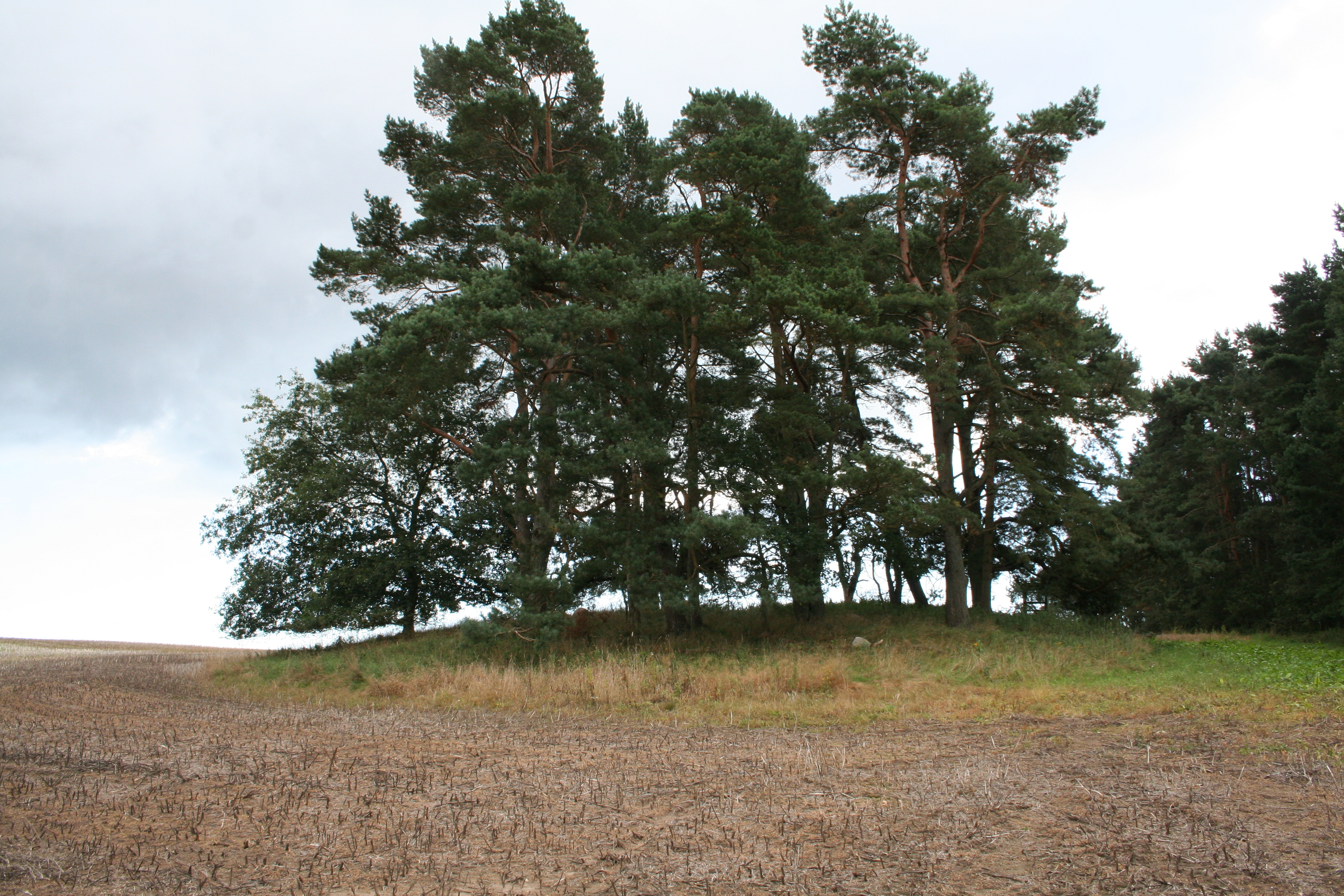
Grab 2

Von Grab 2 ist noch eine Hügelschüttung erhalten, auf der mehrere Steine liegen, die aber ohne genauere Untersuchung keine Rückschlüsse auf das ursprüngliche Aussehen der Anlage mehr zulassen.